# Bottle You Up
«Bottle You Up» es el segundo sencillo de la cantante Zendaya de su álbum debut del mismo nombre que la cantante; Zendaya.
La canción fue lanzada el 6 de septiembre del 2013. Fue escrita por Mitch Allan, Jason Evigan y Livvi Franc, y fue producida por Mitch Allan y Jason Evigan. La duración de la canción es de 3 minutos con 38 segundos.
Hasta el momento sólo se ha publicado el audio (audio only).
La canción tiene un tono mucho más tranquilo que Replay, su primer sencillo.
En el mes de diciembre el video de solo audio (audio only) contaba con setecientas mil (700.000) reproducciones en el canal oficial de Zendaya en YouTube. 
No se ha confirmado ningún vídeo musical.
- Datos: Q16538674